# Neco Çelik
Neco Çelik (* 11. April 1972 in West-Berlin) ist ein deutscher Erzieher, Film- und Theaterregisseur.

## Leben
Çelik ist der Sohn von türkischen Einwanderern, die als sogenannte Gastarbeiter nach Deutschland kamen. Er wuchs in Berlin-Kreuzberg auf, wo er Mitglied der Jugendbande „36er“ war, aus der die 36 Boys hervorgingen.
Im Rahmen seiner Ausbildung zum Erzieher arbeitete Neco 1993 im Kreuzberger Jugendzentrum „Naunyn Ritze“ und organisierte dort Filmprojekte.
Neco Çelik drehte 1997 die fiktive Dokumentation 36 m² Stoff. Im Jahr 2001 gründete er die Filmproduktionsfirma „36 Pictures“. Er drehte die Spielfilme Alltag (2002) und Urban Guerillas (2003), sowie Kurzfilme. 2006 drehte er den TV-Dokumentarfilm Kreuzberger Nächte – Junge Türken in Berlin, der in der Reihe 37 Grad im ZDF ausgestrahlt wurde. Mit der dramatischen Filmkomödie Kısık ateşte 15 dakika inszenierte er 2006 seinen ersten türkischsprachigen Film.
Seit 2006 inszeniert Çelik auch Bühnenstücke und Opern, zuerst Schwarze Jungfrauen von Feridun Zaimoglu und Günter Senkel am Berliner HAU, 2007 dann Shakespeares Romeo und Julia, ebenfalls am HAU, 2008 an den Münchner Kammerspielen Xavier Durringers Ausgegrenzt und 2009 Nathan Messias am Ballhaus Naunynstrasse. 2011 übernahm er bei Ludger Vollmers Oper nach Fatih Akıns Film Gegen die Wand an der Staatsoper Stuttgart seine erste Opernregie. 2012 inszenierte er Dmitri Schostakowitschs musikalische Komödie Moskau-Tscherjomuschki an der Staatsoper Unter den Linden. 2015 inszenierte er sein erstes Tanztheaterstück Ruhm mit der Tanzgruppe „Renegade“ im Schauspielhaus Bochum.
Zuletzt war er als Drehbuchautor und Regisseur an der Fernsehserie Crews & Gangs beteiligt.

## Auszeichnungen
- 2004: Publikumspreis des Filmfestivals Türkei/Deutschland in Nürnberg (für Urban Guerillas)
- 2011: Deutscher Theaterpreis Der Faust, Kategorie „Regie Kinder- und Jugendtheater“ für Gegen die Wand, Junge Oper Stuttgart[9]